# آنتونینا رودنکو
آنتونینا رودنکو (به انگلیسی: Antonina Rudenko) (زادهٔ ۱۹۵۰) شناگر اهل شوروی است.